# 節日廣場站
節日廣場站（法語：Place des Fêtes）是巴黎地鐵的一個車站，位於巴黎9區的美麗城地區。節日廣場站是巴黎地鐵7號線支線和巴黎地鐵11號線的匯合站，車站開業於1911年1月18日。

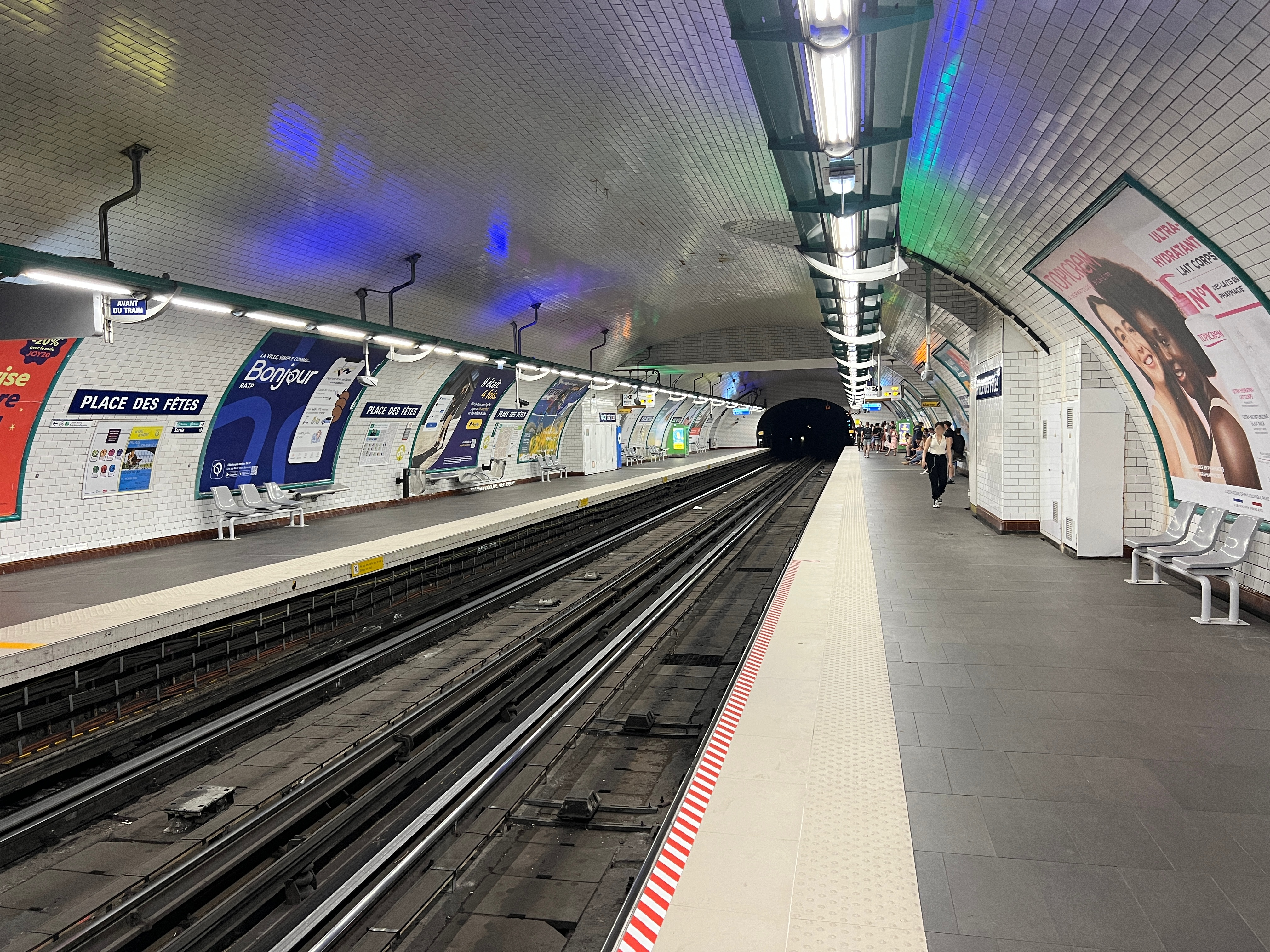
月台（2022年6月）

## 車站結構
| G  | 地面層                | 出入口                      |
| B1 | 夾層                  | 往出入口                    |
| B2 | 2支月台               | 往路易·布朗克（佩聖熱爾維） |
| B2 | 島式月台，左/右側開門 |                             |
| B2 | 2號月台               | 往路易·布朗克（佩聖熱爾維） |
| B3 | 側式月台，右側開門    | 側式月台，右側開門          |
| B3 | 2號月台               | 往夏特雷（儒爾丹）          |
| B3 | 1號月台               | 往丁香鎮（電報局）          |
| B3 | 側式月台，右側開門    |                             |